# Dolophilodes affinis
Dolophilodes affinis là một loài Trichoptera trong họ Philopotamidae. Chúng phân bố ở miền Cổ bắc.